# ستيفاني روتير
ستيفاني روتير (بالهولندية: Stephanie Rottier) مواليد 22 يناير 1974 في بلجيكا، هي لاعبة كرة مضرب هولندية سابقة بدأت مسيرتها كمحترفة سنة 1990. أعلى تصنيف لها في الفردي كان المركز الـ 30 في سنة 1993. أعلى تصنيف لها في الزوجي كان المركز الـ 93 في سنة 1996.

## النهائيات

### الفردي: (الوصافة 1)
| الحصيلة | الرقم | التاريخ      | الدورة                          | الأرضية | المنافس    | النتيجة  |
| ------- | ----- | ------------ | ------------------------------- | ------- | ---------- | -------- |
| الوصافة | 1.    | 5 أبريل 1993 | اليابان المفتوحة للتنس، اليابان | صلبة    | كيميكو ديت | 1–6, 3–6 |

### الزوجي (الوصافة 1)
| الحصيلة | الرقم | التاريخ        | الدورة                            | الأرضية | الشريك       | المنافس                   | النتيجة  |
| ------- | ----- | -------------- | --------------------------------- | ------- | ------------ | ------------------------- | -------- |
| الوصافة | 1.    | 25 سبتمبر 1995 | بطولة الصين المفتوحة للتنس، الصين | صلبة    | وانغ شي تينغ | كلوديا بورويك ليندا وايلد | 1–6, 0–6 |

## روابط خارجية
- ستيفاني روتير على موقع رابطة محترفات التنس (الإنجليزية)
- ستيفاني روتير على موقع الاتحاد الدولي لكرة المضرب (الإنجليزية)
- ستيفاني روتير على موقع كأس بيلي جين كينغ (الإنجليزية)
- ستيفاني روتير على موقع بطولة ويمبلدون (الإنجليزية)
- ستيفاني روتير على موقع خلاصة التنس.كوم (الإنجليزية)